# رودریگو باربوسا رودریگز کوستا
رودریگو باربوسا رودریگز کوستا (به پرتغالی: Rodrigo Barbosa Rodrigues Costa) مدافع اهل برزیل است که در شهر Laranjal Paulista و در تاریخ ۳۰ ژوئیهٔ ۱۹۷۵ به دنیا آمده‌است.
رودریگو باربوسا رودریگز کوستا در تیم‌های فوتبال ماریتیمو سابقهٔ حضور دارد.